# Liste der Biografien/Menu
Liste der Biografien |
Portal Biografien |
Personensuche
# |
A |
B |
C |
D |
E |
F |
G |
H |
I |
J |
K |
L |
M |
N |
O |
P |
Q |
R |
S |
T |
U |
V |
W |
X |
Y |
Z |
?
 
Ma |
Mb |
Mc |
Md |
Me |
Mf |
Mg |
Mh |
Mi |
Mj |
Mk |
Ml |
Mm |
Mn |
Mo |
Mp |
Mq |
Mr |
Ms |
Mt |
Mu |
Mv |
Mw |
Mx |
My |
Mz
 
Mea–Mee |
Mef |
Meg |
Meh |
Mei |
Mej |
Mek |
Mel |
Mem |
Men |
Meo |
Mep |
Mer |
Mes |
Met |
Meu |
Mev |
Mew |
Mex |
Mey |
Mez
 
Mena |
Menc |
Mend |
Mene |
Menf |
Meng |
Menh |
Meni |
Menj |
Menk |
Menl |
Menn |
Meno |
Menr |
Mens |
Ment |
Menu |
Menv |
Menw |
Meny |
Menz
Die Liste der Biografien führt alle Personen auf, die in der deutschsprachigen Wikipedia einen Artikel haben. Dieses ist eine Teilliste mit 13 Einträgen von Personen, deren Namen mit den Buchstaben „Menu“ beginnt.

## Menu
- Menu von Minutoli, Heinrich (1772–1846), preußischer Generalleutnant, Entdecker und Altertumsforscher
- Menu, Alain (* 1963), Schweizer Rennfahrer
- Menu, Jan (* 1962), niederländischer Jazz-Saxophonist, Produzent, Arrangeur und Komponist
- Menu, Jean-Christophe (* 1964), französischer Comiczeichner

### Menua
- Menua, König von Urartu

### Menuc
- Menuck, Efrim (* 1970), kanadischer Rock-Musiker

### Menue
- Menuez, Bobbi Salvör (* 1993), US-amerikanische Künstlerin, Kuratorin und Schauspielerin

### Menuh
- Menuhin, Gerard (* 1948), Schweizer Publizist und Filmproduzent
- Menuhin, Hephzibah (1920–1981), US-amerikanisch-jüdische Pianistin und Menschenrechtskämpferin
- Menuhin, Yehudi (1916–1999), US-amerikanisch-schweizerisch-britischer Geiger und DirigentYehudi Menuhin (1916–1999)

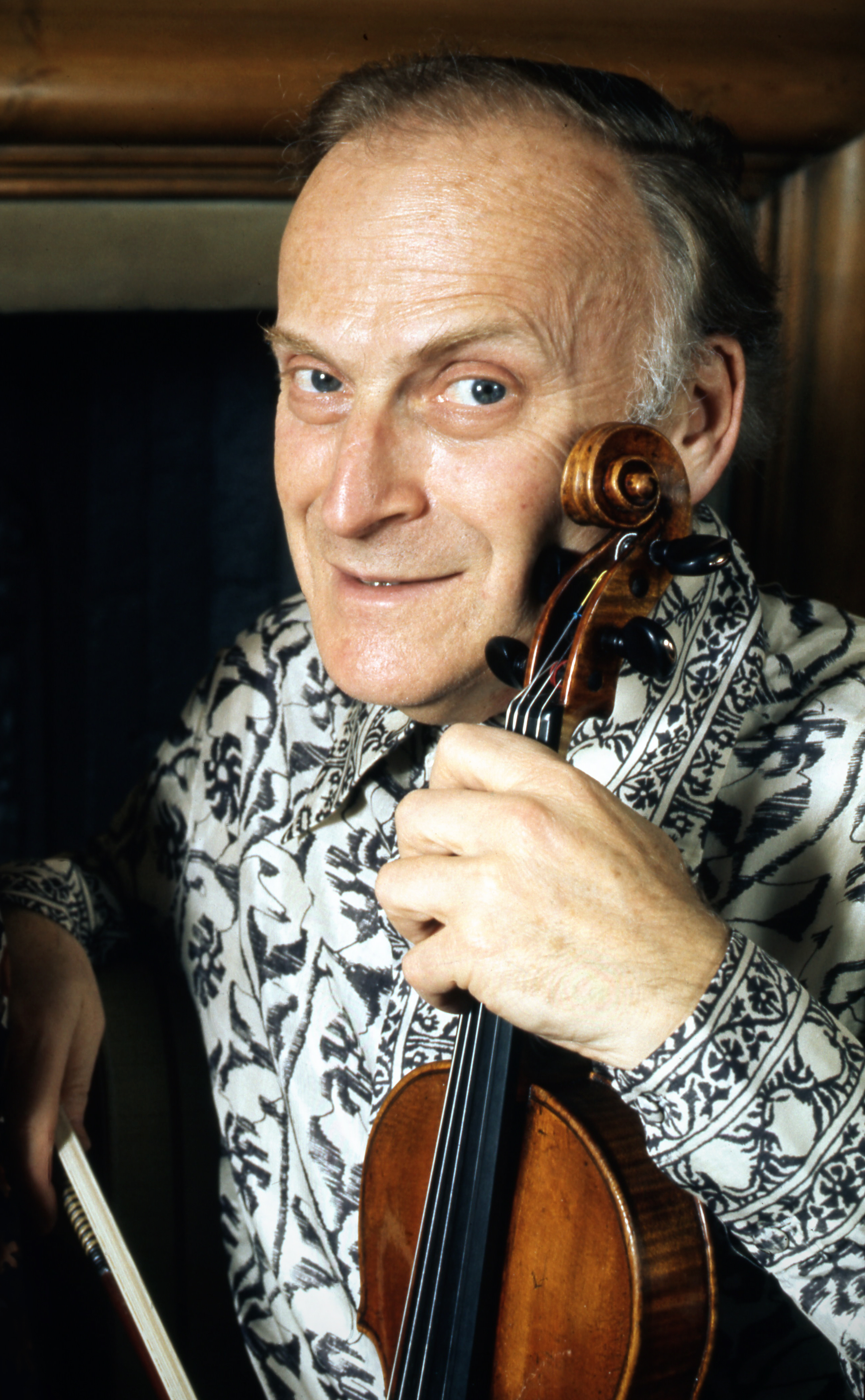
Yehudi Menuhin (1916–1999)

### Menul
- Menulphus, französischer Heiliger

### Menum
- Menumes, altägyptischer Juwelier der 19. Dynastie

### Menur
- Menuret, Jean-Joseph (1733–1815), französischer Arzt, Autor medizinischer Abhandlungen und Enzyklopädist